# ДС (спътник)
Вижте пояснителната страница за други значения на ДС.
Днепропетровски спътник (ДС) е серия съветски космически апарати, създадени в ОКБ-586 (впоследствие конструкторско бюро „Южное“) в гр. Днепропетровск, Украинска ССР. Изстрелването на спътниците от тази серия ставали от полигоните Плесецк и Капустин Яр повече от 20 години — в периода между 21 декември 1961 до 6 юни 1982 г. Практически всички спътници от тази серия получават общото название „Космос“ и пореден номер. В случай на ненормален или авариен старт име на спътника не се присвоявало. Малка част от тях са изстреляни в рамките на програмата за международно сътрудничество, и получават името „Интеркосмос“. С помощта на апаратите от серията ДС са проведени голям обем научни и военни изследвания в най-различни области.

## Предназначение
Предназначението на космическите апарати от серията „ДС“ е най-различно: от настройка (юстировка) на радиолокационни станции до изследване на космически лъчи. По този признак могат да се разделят на 4 групи:
- Научни, за изучаване на космическото пространство
- Военно
- Двойно
- Отработка на космически системи

Предназначението на всеки тип спътник от серията „ДС“ е дадено в таблицата:
| Тип                    | Предназначение |
| ---------------------- | --- |
| ДС-1                   | Отработка на ракетата-носител 63С1, проверка работоспособността на апаратурата |
| ДС-2                   | Отработка на ракетата-носител 63С1 |
| ДС-А1                  | Изследване на лъченията от ядрени взривове на голяма височина, определяне концентрацията на йоните и изучаване разпространението на радиовълните в йоносферата                                                                             |
| ДС-МГ                  | Изследване на магнитното поле на Земята |
| ДС-МТ                  | Изследване на метеорните потоци и влиянието им на повърхността на космическите апарати, фотометрично измерване на звездното небе |
| ДС-МО                  | Изследване на атмосферата, изпитание на аерожироскопска система за ориентация |
| ДС-П1                  | Проверка и отработка на задачи по настройка (юстировка), контрол на точността и определяне на потенциала на радиолокационни станции от противокосмическата отбрана (ПКО), противовъздушната отбрана (ПВО) и противоракетната отбрана (ПРО) |
| ДС-П1-Ю                | Юстировка, проверка на точностните характеристики на станция за ранно предупреждение, съвместяване на каналите на радарите за точно насочване                                                                                              |
| ДС-П1-И                | Юстировка, сваляне на точностни характеристики и периодичен контрол на наземните станции за определяне на координати и предаване на команди                                                                                                |
| ДС-П1-М (Тюлпан)       | Мишена за отработка на космически апарати-прехващачи от системата за противокосмическа отбрана |
| ДС-К8                  | Изследване на метеорното вещество в близост до Земята |
| ДС-У1-Г                | Изследване на денонощните ефекти на плътността и състава на атмосферата на Земята, определяне съотношението между слънчевата активност и нейното състояние, регистрация на интензивността на ултравиолетовите лъчи на Слънцето             |
| ДС-У1-А                | Провеждане на фотометрични изследвания на излъчването на звездите и разпределението на енергията в ултравиолетовата и рентгенова област на спектъра                                                                                        |
| ДС-У1-Я                | Определяне състава на първичното космическо излъчване, изследване потока заредени частици и космически лъчи |
| ДС-У1-Р                | Провеждане на фотометрични изследвания на излъчването на звездите в ултравиолетовия и рентгеновия област на спектъра, определяне разпределението на енергията в спектъра на звездите, типовете и видове звездни лъчения                    |
| ДС-У1-ИК               | Изследване на йоносферата |
| ДС-У2-В                | Определяне на вибрационното претоварване на космическите апарати при извеждане от ракетен силоз, изследване на електромагнитните вълни в йоносферата                                                                                       |
| ДС-У2-М                | Изпитание на работата и измерване стабилността на честотата на бордния молекулярен генератор, измерване на квантовия стандарт на честотата                                                                                                 |
| ДС-У2-И                | Изследване преминаването на електромагнитните вълните със свръхниска честота през йоносферата, изследване радиоизлъчването на корпускулярните потоци в йоносферата                                                                         |
| ДС-У2-МП               | Изследване природата на микрометеоритите, изучаване процесите на взаимодействие на микрометеоритите с повърхността на космическите апарати                                                                                                 |
| ДС-У2-Д                | Определяне въздействието на излъчването на естествени и изкуствените радиационни пояси на Земята, „заснимане“ на дозиметрична карта на радиационните полета на височина 230—1650 км                                                        |
| ДС-У2-ГК               | Провеждане на комплексни геофизични изследвания на приполярните горни слоеве на атмосферата |
| ДС-У2-ГФ               | Изследване на късовълновото излъчване на Слънцето, звездите, мъглявините и горните слоеве на атмосферата на Земята в рентгеновата и ултравиолетова област на спектъра                                                                      |
| ДС-У2-МГ               | Изследване и провеждане на абсолютното магнитно поле на Земята |
| ДС-У2-ИП               | Комплексни изследвания на йоносферата на Земята в глобален мащаб до височина 2000 км (включително и полярните области) |
| ДС-У2-К                | Провеждане на комплексни геофизични изследвания в приполярните области на горните слоеве на атмосферата на Земята |
| ДС-У2-МТ               | Изследване на метеорните потоци |
| ДС-У2-ГКА (Ореол)      | Изследване на явленията и процесите в горните слоеве на атмосферата над регионите в големите ширини, изучаване природата на полярните сияния                                                                                               |
| ДС-У2-ИК (Интеркосмос) | Изучаване на радиационната обстановка в околоземното пространство, изследване влиянието на слънчевата активност върху радиационния на Земята, изследване на нискочестотните електромагнитни колебания в горната част на йоносферата        |
| ДС-У3-С                | Измерване потока и интензивността на мекото рентгеново лъчение на Слънцето, измерване на интензивността на слънчевия спектър, изследване работата на електромаховичната система за ориентация на апарата по Слънцето                       |
| ДС-У3-ИК (Интеркосмос) | Изследване на късовълновото лъчение на Слънцето и неговото въздействие върху горните слоеве на атмосферата на Земята, изследване на спектралния състав и поляризацията на рентгеновото лъчение на Слънцето                                 |

## История на създаването и развитие

### Апарати-мишени
Една от модификациите на ДС-П1 – ДС-П1-М получава името „Тюлпан“ (от рус. Лале) и се използвала от 1971 до 1982 г. като мишена при провеждане на изпитания на спътник-прехващач, разработен в ОКБ-52 на Владимир Челомей. Той е по-лек (около 640 кг) и по-издръжлив от типа „И-2М“, разработен в същото конструкторско бюро.

### Нереализирани проекти
В края на 1964 г. е разработен проект на унифицираната платформа ДС-У4, оборудвана със спускаема капсула. В рамките на този проект се предполагало създаването на космически апарат тип ДС-У4-Т (технологичен) и ДС-У4-Б (биологичен). През 1965 г. инженерите от ОКБ-586 предлагат проект на още една унифицирана платформа ДС-У5 с активна двигателна установка, способна да извършва периодични корекции на орбитатат си. Нито един спътник от тези серии не са извеждани в орбита.